# Ecnomoneura
Ecnomoneura é um gênero de mariposa pertencente à família Crambidae.